# Patton Oswalt
Patton Peter Oswalt (ur. 27 stycznia 1969 w Portsmouth) – amerykański aktor, scenarzysta i komik. Znany między innymi z roli w sitcomie Diabli nadali, gdzie wcielał się w postać Spenca Olchina.
Oswalt był mężem pisarki Michelle Eileen McNamara. Pobrali się 24 września 2005. Mają córkę (ur. 2009). Michelle McNamara zmarła 22 kwietnia 2016. W listopadzie 2017 poślubił aktorkę Meredith Salenger.

## Filmografia

### Filmy
- 1996: Nagi peryskop (Down Periscope) jako Stingray Radioman
- 1999: Człowiek z księżyca (Man on the Moon) jako facet z niebieskim kołnierzykiem
- 1999: Magnolia jako Delmer Darion
- 2000: Desperatki (Desperate But Not Serious) jako autor
- 2001: Zoolander jako fotograf małp
- 2002: ZygZak jako Shelly
- 2003: Dziewczyny z kalendarza (Calendar Girls) jako Larry
- 2004: New York Taxi (Taxi) jako policjant skonfiskowany
- 2004: Starsky i Hutch (Starsky & Hutch) jako dyskotekowy DJ
- 2004: Blade: Mroczna trójca (Blade: Trinity) jako Hedges
- 2004: Zabawy z piłką (Dodgeball: A True Underdog Story) jako urzędnik sklepu wideo
- 2006: Miłość na zamówienie (Failure to Launch) jako technik
- 2007: Reno 911!: Miami jako 	Jeff Spoder
- 2007: Ratatuj (Ratatouille) jako Remy (głos)
- 2007: Sexlista 101 (Sex and Death 101) jako Fred
- 2007: Droga bez powrotu 2 (Wrong Turn 2 lub Wrong Turn 2: Dead End) jako Tommy (głos)
- 2009: Złap, zakapuj, zabłyśnij (Observe and Report) jako Roger
- 2009: Intrygant (The Informant!) jako Ed Herbst
- 2011: Kobieta na skraju dojrzałości (Young Adult) jako Matt Freehauf
- 2012: Przyjaciel do końca świata (Seeking a Friend for the End of the World) jako Roache
- 2013: Sekretne życie Waltera Mitty (The Secret Life of Walter Mitty) jako Todd Maher
- 2014: 22 Jump Street jako profesor historii stanu MC
- 2014: Munio: Strażnik Księżyca (Mune, le gardien de la lune) jako Mox (głos)
- 2015: Dude Bro Party Massacre III jako szef
- 2017: The Circle. Krąg (The Circle) jako Tom Stenton
- 2018: Młodzi Tytani: Akcja! Film (Teen Titans Go! To the Movies) jako Atom (głos)
- 2019: Sekretne życie zwierzaków domowych 2 (The Secret Life of Pets 2) jako Max (głos)
- 2020: Między nami, misiami: Film (We Bare Bears: The Movie) jako Nom Nom (głos)

### Seriale
- 1994: Kroniki Seinfelda (Seinfeld) jako urzędnik sklepu wideo
- 1995–1997: Mad TV jako Crip na wózku inwalidzkim
- 1998 - 2007: Diabli nadali jako Spence Olchin
- 2004–2020: Posterunek w Reno (Reno 911!) – głosy
- 2013–2020: Agenci T.A.R.C.Z.Y. jako Billy, Eric, Sam, Thurston i Ernest Koenig
- 2021: M.O.D.O.K. jako George Tarleton / M.O.D.O.K.